# Paul Rohrbach (statsvetare)
Paul Rohrbach, född 29 juni 1869 i Irgen, i Kurland, död 20 juli 1956, Langenburg, var en konservativ politisk författare, publicist och kolonialpolitiker. Ursprungligen var han teolog.
Rohrbach företog från 1897 ett flertal årslånga studieresor i Asien och Afrika och stora delar av den övriga världen. Han var 1903-1906 kolonialkommissarie i Tyska Sydvästafrika och blev 1908 docent i kolonialpolitik vid handelshögskolan i Berlin. Rohrbach var förespråkare för en aktiv tysk utomeuropeisk expansionspolitik. 1914-1922 var han medutgivare av tidskriften Deutsche Politik och 1924-1928 utgivare av tidskriften Der deutsche Gedanke. Mest kända arbeten av hans rika produktion är Deutsche-chinesische Studien (1909), Der deutsche Gedanke in der Welt (1912, svensk översättning 1916), Weltpolitisches Wanderbuch 1897-1915 (1916), som även berör Sverige (Reisebrief aus Björkö im Mälar, särtryck 1915), Russland und wir (1915, svensk översättning Ryssland och Europa, samma år), Länder und Völker der Erde (1925) samt Deutschtum in Not (1926).
Från 1930 drog han sig tillbaka från politiken och arbetade som frilansande skribent i München och Berlin samt gjorde studieresor till Afrika och Italien. Han publicerade under den tiden Der Gottesgedanke in der Welt (1937), Das Herz Europas (1950) och Um des Teufels Handschrift, Zwei Menschenalter erlebter Weltgeschichte (1953).